# Newton (Texas)
Newton es una ciudad ubicada en el condado de Newton en el estado estadounidense de Texas. En el Censo de 2010 tenía una población de 2.478 habitantes y una densidad poblacional de 175,39 personas por km².

## Geografía
Newton se encuentra ubicada en las coordenadas 30°51′3″N 93°45′15″O / 30.85083, -93.75417. Según la Oficina del Censo de los Estados Unidos, Newton tiene una superficie total de 14.13 km², de la cual 14.1 km² corresponden a tierra firme y (0.18%) 0.03 km² es agua.

## Demografía
Según el censo de 2010, había 2.478 personas residiendo en Newton. La densidad de población era de 175,39 hab./km². De los 2.478 habitantes, Newton estaba compuesto por el 62.11% blancos, el 35.31% eran afroamericanos, el 0.4% eran amerindios, el 0.69% eran asiáticos, el 0.04% eran isleños del Pacífico, el 0.69% eran de otras razas y el 0.77% pertenecían a dos o más razas. Del total de la población el 4.6% eran hispanos o latinos de cualquier raza.